# Valkeřice
Valkeřice település Csehországban, Děčíni járásban. Valkeřice Starý Šachov, Heřmanov, Františkov nad Ploučnicí, Merboltice és Verneřice településekkel határos. Lakosainak száma 404 fő (2024. január 1.).

## Népesség
A település lakosságának változását az alábbi diagram mutatja:
| Lakosok száma | 1785 | 1845 | 1799 | 595  | 456  | 391  | 401  | 393  | 374  | 404  |
|               | 1869 | 1900 | 1921 | 1961 | 1980 | 2011 | 2016 | 2019 | 2021 | 2024 |